# 北原夏美
北原 夏美（きたはら なつみ、1966年11月30日 - ）は、日本のAV女優。
身長:158cm。スリーサイズ:B90(G)・W60・H88cm。

## 略歴・人物
東京都出身。2007年にデビューした熟女系の巨乳AV女優である。

## 出演作品

### アダルトビデオ
2007年
- 人妻大衆ソープ 3 〜中出し編〜（7月20日、ビーワン）他出演:小泉千夏、大橋弥生、堀越香奈
- 仙台不倫妻中出し 北原夏美 39歳（7月25日、小林興業）
- 初撮り熟女（8月30日、ドリームステージ）
- これが本当の熟女土下座中出しナンパ IN 汐留（8月30日、ドリームステージエンタテインメント）
- 少年勃ち易く乳揉み難し（9月6日、タカラ映像）
- 義理の母（9月20日、センタービレッジ）
- 人妻デリバリー 9（9月22日（レンタル）/10月26日（セル）、クリスタル映像）他出演:藤咲飛鳥、寺澤しのぶ、山田さとみ、春野響、菊川れみ
- ザ・カメラテスト もう限界おかしくなっちゃう! じゃ最後に顔射のテストするね ヤメテーッ!（10月6日（レンタル）/2008年10月24日（セル）、アテナ映像）他出演:青葉優希、絢音ミミ、月夜野あや、柳あずさ
- 中出しソープ 麗しの熟女湯屋（10月10日、グローバルメディアエンタテインメント）
- 北原夏美マニア（10月11日、センタービレッジ）
- ばついち 15 一人身は寂しいんです（10月20日（レンタル）/11月30日（セル）、クリスタル映像）他出演:桜井咲子、香取理沙子、近藤美奈、宮内萌、新井美華
- 闇に悶える四十熟母（10月25日、センタービレッジ）
- 気になる隣りのデカ乳奥さん File2（10月30日、現映社）
- 熟々エロボイン（11月1日、AVS）
- 女体解剖 3 イキまくりで計測不能! おマメの刺激で膣圧MAX（11月21日（レンタル）/2008年11月28日（セル）、アテナ映像）他出演:七瀬かすみ、絢音ミミ、春海りく
- 人妻温泉 癒し系 20（11月24日（レンタル）/12月21日（セル）、クリスタル映像）他出演:山口玲子、石田えりこ、希崎圭蓮、姫野京香、月澤マリア
- 近親相姦母子スワップ ボクの母親を抱かせてやるから、キミの母さんをヤラせてくれ。（12月1日、タカラ映像）※AVグランプリ2008エントリー作品　共演:川島めぐみ
- 人妻中出し（12月5日、Yellow Duck）
- 近親相姦 初めて息子と…（12月6日、タカラ映像）
- 艶妻不倫ノ湯 弐（12月7日、ゴーゴーズ）
- 乳首で感じてシゴかれちゃう僕（12月7日、虎堂）他出演:南原香織、桐島樹莉、蒼井美和、矢吹涼子、大橋弥生
- 近親相姦 母のお尻（12月8日、ルビー）
- 近親レズ1 義母を犯す娘（12月19日、スタイルアート）共演:佐伯奈々

2008年
- 悪ADのAV現場盗撮録（1月9日、グローリークエスト）他出演:さくらもも、桜井ひとみ、小島菜保、咲良ひな
- 完全●撮 お受験ママ達 裏口入学の猥褻取引 11（1月12日、ラハイナ東海）他出演:南原香織
- 見てしまった恥態 父と母のシックスナイン/全裸の姉を抱く義父/マスかきで下半身丸出し兄嫁/祖父のアレをしゃぶる母（1月15日、FAプロ）※レンタル作品　他出演:三条美奈、真島みゆき、織倉まこと、三咲エリナ、橘ひな
- 凌辱された熟女JAZZ歌手（1月15日、俺のブルース）
- おかあさんと…（1月17日、タカラ映像）
- 近親相姦 母子熱愛（1月17日、センタービレッジ）
- 僕の母は女社長（1月18日、なでしこ）
- 母さんのひざまくら（1月24日、センタービレッジ）
- 現代肉欲劇場 フェラが3度のメシより好きな妻/亭主がインポの妻/絶倫祖父とできた母 の話し（1月25日、FAプロ）※レンタル作品　他出演:三咲エリナ、三田涼子、横山翔子、真羅マキ
- 熱く濡れたわれ目 48手挿入の知恵（1月25日、FAプロ）※レンタル作品　他出演:三咲エリナ、東条美奈、織倉まこと、椎名りく、伊沢涼子
- 若妻たちのレズ羞恥旅行 2（1月25日、ジャネス）共演:大越はるか
- レズ レイプ 3 〜女子校生ガ熟女ヲ犯ス〜（1月25日、ジャネス）共演:佐伯奈々
- 昼下がりのふしだら奥さん（1月25日、マドンナ）他出演:愛樹るい、水川彩子
- 中出し手ほどき 母子姦通（1月31日、センタービレッジ）
- 近親相姦 邪淫の巨乳母（2月7日、グローリークエスト）
- 熟女、家出させていただきます。（2月7日、タカラ映像）
- 北原的男性専用 おっぱいアロマトリートメント（2月7日、WOMAN）
- 母さんとしたい!（2月7日、マドンナ）
- あ〜いくぅ この世で一番気持ちがいい瞬間 少女・淑女・熟女（2月10日、FAプロ）※レンタル作品　他出演:はるか悠、緒方瑠美、三咲エリナ、今井ゆり、森雫
- 快楽逢引夫人（2月18日、なでしこ）他出演:中村りかこ、澤よし乃、野宮凛子、和光志穂、松浦ユキ
- 人妻背徳旅情オナニー 1（2月19日、スタイルアート）他出演:内田理緒、黒谷渚、桐嶋樹里、中山りお、蒼月ひかり、白坂百合、唐沢美樹、大越はるか
- 僕を溺愛するママ（2月25日、ドリームステージエンターテインメント）他出演:瀬名紫
- ほろ酔いお姉さんが犯してあげる 2 巨乳ランパブ美嬢編（2月25日、マドンナ）共演:神尾奈々、安斎芳香、菊川麻里
- マザコンマニアのツボ ママとの秘事 VOL.4（3月1日、AVS）
- 中出し破壊 黒人巨大マラVS花屋の美人ママ（3月5日、グローバルメディアエンタテインメント）
- 熟亀頭責め 熟練淫技の熟女五名（3月8日、ラハイナ東海）他出演:牧野遥、大城真澄、坂本梨沙、夏川怜
- 義母さんが教えてあげる（3月14日、東京音光）他出演:菅原朱美
- 爆乳熟女 ヒトヅマニア（3月15日、ゲインコーポレーション）
- 憧れのヤ○ルトおばさん 〜いつも元気と笑顔を配達してくれてありがとう。〜（3月19日、ドグマ）
- 投稿秘話 一晩8回の絶倫婿/夫は病院 嫁は父と悶絶48手/色っぽい牛乳屋の奥さん（3月25日、FAプロ）※レンタル作品　他出演:美里流李、白坂百合
- 永遠のエロス 嫁を犯したい! せがれの嫁/弟の嫁/隣の嫁（3月25日、FAプロ）※レンタル作品　他出演:咲良ひな、真島みゆき
- 悦楽の性よ こんにちは 一人旅の主婦とタクシー運転手/不倫目的ヘルパー/有名女流作家のサディスティックSEX（3月25日、FAプロ）※レンタル作品　他出演:浅井舞香、酒井ちなみ
- 義母の疼き（3月25日、マドンナ）
- 熟女ヒロイン 17（3月28日、GIGA）
- 僕の母さんがドスケベでしょうがないんです（4月1日、AVS）
- 昭和ブルーフィルム 4 ミシン内職の色っぽい未亡人/嫁に行った妹/ムショ帰りの妻とする狂乱SEX（4月10日、FAプロ）※レンタル作品　他出演:愛川咲樹、愛乃彩音
- 変態熟女・淑女・中年女 女社長の輪姦願望/痴漢されたい、したい痴女/フェラ大好き病の妻（4月10日、FAプロ）※レンタル作品　他出演:浅井舞香、今井ゆり
- 和服妻の柔肌 第八章 夫のそばで義弟に抱かれ不貞密通の快楽に堕ちる若妻（4月15日（レンタル）/2009年3月20日、アテナ映像）他出演:天宮まなみ、堀口奈津美、真島みゆき
- 友達の母親を、友達の目の前で、犯しまくった少年達（4月17日、タカラ映像）
- 完熟Cream 6（4月19日、ミル）
- SEXにまつわるナマナマしい話し 暴走族・おとし前で輪される女/独身寮の好色まかない婦/障害者男性と肉欲の熟女ヘルパー（4月25日、FAプロ）※レンタル作品　他出演:麻生岬、大越はるか
- 完全主観 スケスケ誘惑熟女（4月25日、サイドビー）
- 彼女の母親（4月25日、マドンナ）
- 近親相姦 お母さんの美尻（5月1日、ワンズファクトリー）
- 熟女童貞狩り（5月1日、センタービレッジ）
- オナニーを我慢できない人妻大尻 ［自慰惑溺］（5月2日、AFRO FILM）他出演:南原香織、坂本梨沙、米倉エミ、井川美保
- スキー場でウェアを着たままSEX&ぶっかけ!（5月10日、ルビー）
- 近親相姦中出し白書（5月13日、Yellow Duck）
- 四十路マダム 17（5月17日（レンタル）/6月13日（セル）、クリスタル映像）他出演:山口美花、綾乃美土里、山本千草、雨宮れい子、川瀬ひとみ
- のぞき夫婦交換 夫公認・複数の男に輪される妻!/SEXしながら女とツバを呑み合う夫/娘のような少女のアソコをなめる夫（5月25日、FAプロ）※レンタル作品　他出演:大沢萌、森野ひな
- 快楽は我慢できない!! あ〜禁断の母姦・娘姦（5月25日、FAプロ）※レンタル作品　他出演:椎名りく
- 熟女羞恥旅行 NO.8（5月25日、ジャネス）
- 夜這い!美熟母の悦楽（5月25日、サイドビー）他出演:栗林麗子
- 家政婦奴隷（5月25日、マドンナ）
- 好きモン奥さんの汁だく交尾（5月25日、マドンナ）他出演:小泉ありさ、瀬戸綾乃、矢吹涼子、松浦ユキ、近藤美奈
- パイズリは狭射だよな!（6月1日、ワンズファクトリー）他出演:浅田ちち、浜崎りお、風間ゆみ、はるか悠、小坂めぐる、白鳥美鈴、間宮志乃、大西ちか、蜜井とわ
- 禁断熟母 1（6月3日、プレステージ）
- 息子に揉まれるから母（6月5日、タカラ映像）
- 近親相姦 正妻巨乳母の息子への異常愛、サディスティックな愛人、禁断性欲の館（6月5日、グローリークエスト）共演:志村玲子
- チン棒舐めまくり淫口熟女 6（6月7日、マドンナ）他出演:坂本梨沙、西園寺ゆり、山村美和、愛樹るい、水川彩子、千葉ゆかり、町村小夜子、魚住紗江
- 母の乱れた裸身 祖父の竿をしゃぶる母/父にあそこを舐められている母/自分であそこをこすっている母（6月10日、FAプロ）他出演:東条美菜、愛川咲樹
- おっぱいに吸い付く中年男 巨乳エロ（6月10日、FAプロ）※レンタル作品　他出演:麻生岬、宮崎あい、ひな
- 母子交尾 【湯沢路】（6月7日、ルビー）
- 四十路マダム 17（6月13日、クリスタル映像）他出演:山口美花、綾乃美土里、山本千草、雨宮れい子、川瀬ひとみ
- 透けるエロスカートの義母さん（6月13日、マルクス兄弟）
- イッたばかりのチンポを強制連続発射!（6月13日、マルクス兄弟）他出演:鮎川なお、浜崎りお、小坂めぐる、堀口奈津美、葉月菜穂、葉月紗絢、花野心
- 憧れの先生（6月13日、溜池ゴロー）
- フェラコレ熟女編 2 31人のフェラマダム（6月14日、隼エージェンシー）他出演:松浦ゆき、村上涼子、望月ゆみ、篠原優衣、水川彩子、三浦百合子、赤塚みずほ、原美園、五島せり、有田典子、牧野遥、冬野みずき、藤咲飛鳥、間宮志乃、下北やよい、中村綾乃、艶堂しほり、丸山亜季、佐倉あつこ、明星ちかげ、上原リナ、城山みずき、押切あやの、水野優、間宮いずみ、山咲愛、天海ゆり、松嶋ルリ、竹下あや、桃野美佐子
- 巨乳熟女と競泳水着 2（6月19日、グローリークエスト）
- おチンポ・オフィス 〜人事部性欲処理課〜（6月19日、ドグマ）共演:宮崎あい、川瀬さやか
- 愛欲の継母（6月25日、マドンナ）
- ザーメン中出し凌辱女校長（7月1日、ワンズファクトリー）
- 中出しされた女教師 〜校内輪姦レイプ〜（7月1日、ANIMALIJO）
- 真・奥さん乳揉みですよ!!（7月3日、タカラ映像）
- お母さんと日常生活 〜着替え、日常風景。自慰、入浴、放尿編〜（7月4日、AFRO FILM）他出演:五十川みどり、町村小夜子、大友唯愛、松浦由希
- お母さんとの情事 〜手コキ、フェラ、SEX編〜（7月4日、AFRO FILM）他出演:町村小夜子、五十川みどり、松浦由希、大友唯愛
- 昼間に自宅で監禁されて…（7月15日、ドリームチケット）
- 親友の母と背徳の性行為（7月15日、スターパラダイス）
- 母の乳房 スペシャル（7月17日、タカラ映像）他出演:松浦ユキ、五十川みどり
- ジブン、義母さんを揉みまくりました。（7月18日、なでしこ）
- 熟女トランス（7月19日、ドグマ）
- お母さんと… 近親相姦（7月19日、ミスター・インパクト）他出演:松浦ユキ、五十川みどり
- SEX WIFE～素人妻モデルズ 5～（7月21日、ビデオバンク）他出演:佐藤美紀、山口真理、宮崎香穂
- 爆乳女教師（7月25日、マドンナ）
- 美脚で虐める最高の足コキ発射!（8月1日、ワンズファクトリー）他出演:花野真衣、大沢佑香、天海ゆり、松嶋侑里、澄川ロア、茅ヶ崎ありす、村上里沙、鮎川真咲、竹内順子、堀口奈津美、一戸のぞみ
- 美熟女と黒人（8月7日、マドンナ）
- まさか叔母ちゃんに筆下ろしされるとは… 17（8月8日、東京音光）
- ショック 妻が弟とやってる!/祖父のツバを呑む嫁/ シックスナインに夢中の義母と息子（8月10日、FAプロ）他出演:伊藤あずさ、魚住沙江、内田理緒、大沢萌、七瀬かすみ
- 人妻萌えレオタード（8月13日、マルクス兄弟）
- 尻コキ尻もみ尻ズリ発射（8月13日、マルクス兄弟）他出演:風間ゆみ、青山ゆい、小日向しおり、織原寧々、愛菜りな、桜井春、藍原夕妃
- 兄嫁の疼き（8月13日、溜池ゴロー）
- 北原夏美大全集（8月14日、センタービレッジ）※総集編
- 近親熟女 お母さん!中出しさせて!5（8月15日、ジャネス）
- 近●相姦 義母の誘惑 8（8月18日、なでしこ）
- お母さんとSEX（8月19日、ミスター・インパクト）他出演:五十川みどり、高倉梨奈、林なお
- 雌女anthology #036 「熟女の口は嘘をつく。」（8月22日、アウダースジャパン）
- 真性女王様がAV熟女優を調教したらこうなった!（8月25日、ジャネス）他出演:Rakura
- 大人たちがする ゴムをはめないナマナマしい 発情SEX（8月25日、FAプロ）他出演:伊藤あずさ、永瀬あき、夏海エリカ、川上ゆう、七瀬かすみ
- 義母 夏美（9月1日、溜池ゴロー）
- お母さんの北原夏美スペシャル 〜息子編・友人のお母さん編〜（9月5日、AFRO FILM）
- 熟女ザーメンぶっかけ地獄（9月10日、グローバルメディアエンタテインメント）
- 義母交尾（9月12日、ジェイ・ブイ・ディー）他出演:愛樹るい、山口蓮
- 拘束×強制イラマ×口内射精（9月13日、マルクス兄弟）他出演:辻さき、風間ゆみ、浅田ちち、一戸のぞみ、澄川ロア、小日向しおり、織原寧々
- 近親相姦母子スワップ 僕の母親を抱かせてやるから、キミの母さんをヤらせてくれ。（9月17日、タカラ映像）※AVグランプリ2009 エントリー作品　共演:中森玲子
- 母の淫らな日常（9月19日、ミスター・インパクト）他出演:松浦ユキ、五十川みどり、高倉梨奈、林なお、穂坂詩織
- 北原夏美総集編4時間（9月25日、マドンナ）※総集編
- ビキニがとっても素敵な巨乳義母に中出ししたい!!（9月26日、なでしこ）
- セレブ妻拘束調教 4（10月1日、ワンズファクトリー）
- ベロチュ〜接吻&乳首やアナル舐めで手コキ責め 2（10月13日、マルクス兄弟）他出演:大沢佑香、村上里沙、水森あおい、鮎川なお、辻さき、茅ヶ崎ありす、家森ひとみ、家森かおり、泉まりん、織原寧々、竹内順子
- 病みつきになるスケベ熟女の亀頭チンポ責め手コキ（10月15日、ジャネス）他出演:南原香織、麻生京子、山口美花、坂下麗 鮎川るい
- 僕の母親を抱かせてやるから、キミの母さんをヤらせてくれ。（10月16日、タカラ映像）共演:川島めぐみ
- ムッチリ美熟女ハミ出し水着（10月25日、Fitch）
- 美熟女が拘束され加藤鷹にイカサレまくるビデオ!（11月1日、溜池ゴロー）
- 北原夏美でござひます 4時間（11月6日、タカラ映像）※総集編
- 銭湯の看板女将はお熱いのがお好き（11月7日、マドンナ）
- キモ男に犯される派遣会社の人事部長（11月13日、マルクス兄弟）
- 超微細ハイビジョン! 中出しに悶える三人の美熟女（11月17日、なでしこ）他出演:山口美花、湯沢多喜子
- 禁断介護 21 〜巨乳嫁と義父の肉欲介護〜（11月20日、グローリークエスト）
- 2大四十熟女 北原夏美 根元純 が教えてあげるわ♥ 中出し+（11月21日、なでしこ）共演:根元純
- 近親相姦 昭和禁断血族「母さん、この家は狂ってます」（11月22日、グローリークエスト）※AVグランプリ2009エントリー作品　共演:七瀬かすみ、山口玲子
- 北島玲10発中出し生本番祭り（11月25日、マドンナ）主演:北島玲
- 美顔（12月1日、溜池ゴロー）
- お母さんのすべて 「近親相姦」 北原夏美（12月1日、ABC）※総集編
- 続・塀の中の懲りない熟女たち 熟女専門マドンナ刑務所（12月7日、マドンナ）共演:白石さゆり、村上涼子、竹田千恵、高瀬みどり、松下紗世
- 美熟女巨乳倶楽部（12月19日、NIRVANA） 他出演:町村小夜子、斉藤由美、大庭美和

2009年
- 義母奴隷（1月1日、溜池ゴロー）
- 新春マドンナスペシャル 爆乳美熟女姫始め 〜ハッピー乳イヤ〜ん〜（1月7日、マドンナ）共演:風間ゆみ、村上涼子
- 昭和色情横丁 続・三丁目の美熟女（1月16日、スターゲート）
- マドンナファンの集い 美熟女と行く混浴温泉バスツアー 4 祝・マドンナ5周年 〜豪華美熟女たちの恩返しSPECIAL〜（1月25日マドンナ）共演:翔田千里、友田真希、倖田李梨、高坂保奈美、青井マリ、中森玲子、小池絵美子、宮田まり、大林理恵、小林芽衣、松浦ユキ、岸川ひろみ、根元純
- 熟れ盛りの女（2月1日、溜池ゴロー）
- こちらマドンナ独身寮・ただいま満室 爆乳寮母がチンポのお世話もいたします!（2月7日、マドンナ）
- THE 中出し近●相姦〜 僕の母の職業は女○○（2月20日、なでしこ）他出演:松浦ユキ、一条恵、竹内サキ
- 熟女コレクション 北原夏美（2月21日、ルビー）※総集編
- 完全ヴァーチャル フェラチオ視線（3月1日、ワンズファクトリー）他出演:愛原さくら、浅田ちち、石川みずき、艶堂しほり、小坂めぐる、坂田美影、鈴香音色、蜜井とわ、星アンジェ
- 手コキクリニック 9（3月5日、SODクリエイト）他出演:純名もも、水沢舞、鈴木ありさ、白石優
- 親友の母と背徳の交尾関係（3月15日、ネクストイレブン）他出演:友田真希、翔田千里、あずま樹
- 淫らに喘ぐ昼と夜 熟女性生活報告（3月25日、FAプロ）他出演:高坂保奈美
- もう一つの混浴温泉バスツアー 4 未公開セックス・フェラ映像全てお見せします!（3月25日、マドンナ）共演:翔田千里、友田真希、倖田李梨、高坂保奈美、青井マリ、中森玲子、小池絵美子、宮田まり、大林理恵、小林芽衣、松浦ユキ、岸川ひろみ、根元純
- 妖艶おんな愛戯 守られた禁断の絆（3月25日、マドンナ）共演:村上涼子、根元純
- 癒しの熟母妻 完熟エロ肉スペシャル（3月25日、サイドビー）他出演:時越芙美江
- 三十路妻たちが温泉宿で不倫レズ三昧!（4月3日、ケンシロウプロジェクト）共演:大越はるか　他出演:内田理緒、中村綾乃、中山りお 北原夏美 中山りお、名波ゆら、牧野遥
- 羞恥熟女 〜公衆の場での破廉恥行為に膣を濡らす女たち〜（4月5日、未来 フューチャー）他出演:友崎亜希、友田真希、あずま樹、葉月由良、松浦ユキ、多々野昌稀、千野麗香、南原香織
- 北原夏美全集4時間（4月13日、溜池ゴロー）※総集編
- 隣の未亡人（4月24日、グラフィティジャパン）共演:高坂保奈美、山咲リリィ
- 隣りのおばさん（5月14日、センタービレッジ）
- 水着熟女 原色ビキニ編（5月25日、サイドビー）他出演:広瀬ゆかり
- 艶妻たちの温泉レズ情事（5月25日、エマニエル）共演:大越はるか　他出演:中山りお、牧野遥、内田理緒、中村綾乃、名波ゆら
- 北原夏美 40歳（6月1日、ヴィーナス）
- 尻汁肉便器エステ 熟女サロンへようこそ（6月13日、AVS）共演:細川まり、松嶋ルリ、大隈恵令奈
- 近親相姦【参】母子スワップ 「俺はどんな女よりも母さんとヤリたい。だけど、お前の母さんもいい女だよな…」（7月9日、アイエナジー）共演:村上涼子
- お掃除おばさん（8月13日、溜池ゴロー）
- 美熟女ナース 〜淫欲と恥辱まみれの性宴に溺れて〜（9月13日、溜池ゴロー）
- 美熟女楽園（10月3日、ルビー）他出演:村上涼子、藤木未央、南ありさ
- 狙われた母のアナル（11月7日、マドンナ）
- ドスケベオヤジの妄想企画 巨乳美淑女の団地妻にターゲットを絞れ! 時間を止めてデカ乳女をモミまくりハメまくり（12月16日、ロータス）他出演:浅倉彩音、藤原絵理香、愛川京香、白山ゆり

2010年
- 叔母ちゃんの童貞喰い 4（2月12日、東京音光）他出演:友田真希、水野優
- 暴走性欲 母 〜全部搾ってあげる〜（3月4日、タカラ映像）
- 枕営業を強要された熟女歌手の淫行記録（4月2日、ヤブサメ）他出演:南原香織、井川美保、米倉えみ
- 誘母 〜寮の人達を誘惑して〜（5月20日、タカラ映像）
- 息子に揉まれスペックの母（6月17日、タカラ映像）
- 日本縦断温泉ズブリ旅 4時間（9月3日、ケンシロウプロジェクト）他出演:浅倉彩音、大越はるか、高坂保奈美、細川まり ほか
- 母は爆乳ソープ嬢（9月7日、マドンナ）
- 近親相姦 息子を痴女るいやらしい体をしたドスケベ熟女 9 中出し（12月1日、エマニエル）
- 美熟女レズビアン姉妹（12月24日、なでしこ）共演:桐原あずさ

2011年
- 手を使わないフェラチオ 6（1月21日、OFFICE K'S）他出演:井川ゆい、白川ゆり、芦名紗希、結城みさ、篠原奈美、浅井千尋
- お義母さんがエロ過ぎて二回連続中出し射精した 3（2月25日、ジャネス）他出演:香坂めぐ
- 幻母 母のマンコはブラックホール（3月19日、ヴィーナス）
- むっちりスケベ乳 デカエロ過ぎるボイン熟女たち（4月25日、AVS）他出演:冴木るな
- 久々の若い男の匂いに性欲をかき立てられ、発情してしまった美熟女は…（6月10日、DOC）他出演:桐岡さつき、黒木唯香
- 高額バイトに集まってきた素人娘 vol.04（7月21日、最強）他出演:ありさ、桜りお、坂野由梨、芹奈ゆき、金沢里美、宮瀬リコ、桐岡さつき、RUMIKA、早瀬麻衣、愛川まな、水元鈴乃、浅之美波、里崎あかね ほか
- 熟年者のセックスライフ 2（7月25日、ジャネス）共演:君島英里奈、真矢恭子
- 中高年のトキメキお見合いパーティー 既婚者合コン 2（8月1日、エマニエル）共演:君島英里奈、真矢恭子
- 熟女宿 〜帰ってきた新女将と温泉盗撮大騒動〜（11月25日、マドンナ）共演:桐岡さつき、伊織涼子、加山なつこ
- 熟女混浴温泉 スケベな熟女が若い男を狙う混浴温泉があった!（12月1日、グローリークエスト）共演:有奈めぐ、吉永沙織、葉山渚
- 巨乳ママさんバレー部合宿（12月15日、グローリークエスト）共演:藤宮櫻花、栗崎紗理奈、有奈めぐみ、吉永沙織、葉山渚

2012年
- 淫母相姦 息子と嫁に嫉妬する母（2月28日、ドリームステージエンタテインメント）共演:矢崎果林
- 丸ごと！北原夏美BEST4時間（3月25日、マドンナ）※総集編
- 美熟女プレミアム 北原夏美ベスト 4時間（8月15日、AMORE）※総集編

2013年
- 熟女銭湯レズビアン 〜ノンケ禁制・白百合の湯〜（1月25日、マドンナ）共演:加山なつこ
- 「M専科」ダブル ミストレス 4（4月1日、スタイルアート）共演:RakuRa女王様
- 爆乳豊満ムチムチ熟女に中出し 〜脂肪燃焼SEX〜（5月20日、ブルーサンズ）他出演: 大林理恵、大庭美和
- たびじ 親友の母（5月23日、タカラ映像）
- 近親相姦 Wアナルスワッピング（7月25日、マドンナ）他出演:松本まりな
- 丸ごと!北原夏美SPECIAL16時間 〜マドンナ出演24タイトル大放出BEST!!〜（10月7日、マドンナ）※総集編
- 親戚のおばさんに筆おろしされた僕。 9（12月27日（レンタル）/2014年2月8日（セル）、LEO）共演:牧原れい子、若松かをり

2014年
- 母が入院したと知って駆けつけた近所のおばちゃんの巨乳が目立ちすぎて、家事の手伝いをしてもらっているにもかかわらずエッチな気分に…「母さんごめん、俺、おばさんに中出ししちゃった。」（1月31日（レンタル）/3月7日（セル）、LEO）他出演:立花紫保、内田彩乃
- 巨乳美熟女の熟れマン悶絶セックス(2月19日、ALL/エマニエル) ※出演者は明記されていない
- 美熟女プレミアム 北原夏美 ベスト 4時間（3月16日、AMORE）※総集編
- 人妻スワッピング 〜男に飢えた熟女たちのヤリコンパーティー〜 2（4月13日、AMORE）共演:君島英里奈、真矢恭子
- 母子交尾 【会津路】（8月28日、ルビー）
- 「もっと奥まで…入れてほしい…」 性欲異常な四十路のカラダ! 甥っ子とご近所少年を喰い乱れ!（10月9日、ルビー）

### オリジナルビデオ
- 気になる隣りのデカ乳奥さん File2（2007年10月25日、フォーディメンション）
- 巨乳人妻マル秘劇場 〜四十路の告白〜（2008年1月11日、竹書房）他出演:白坂百合、中田エリ
- 巨乳人妻のブログ 39歳の危険な日常（2008年8月8日、J.V.D）